# Neustadt I

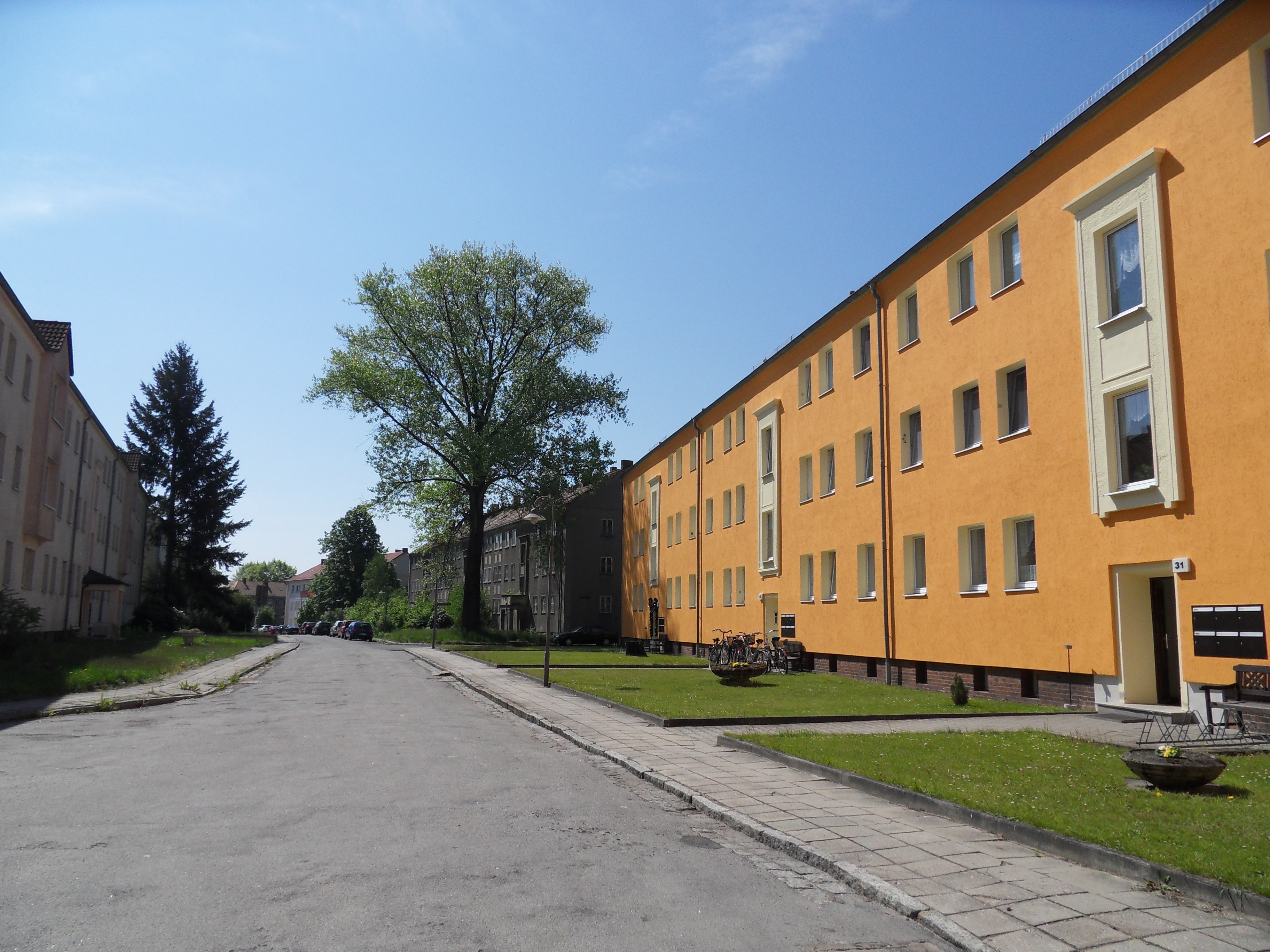
Grünewalder Straße (2011)

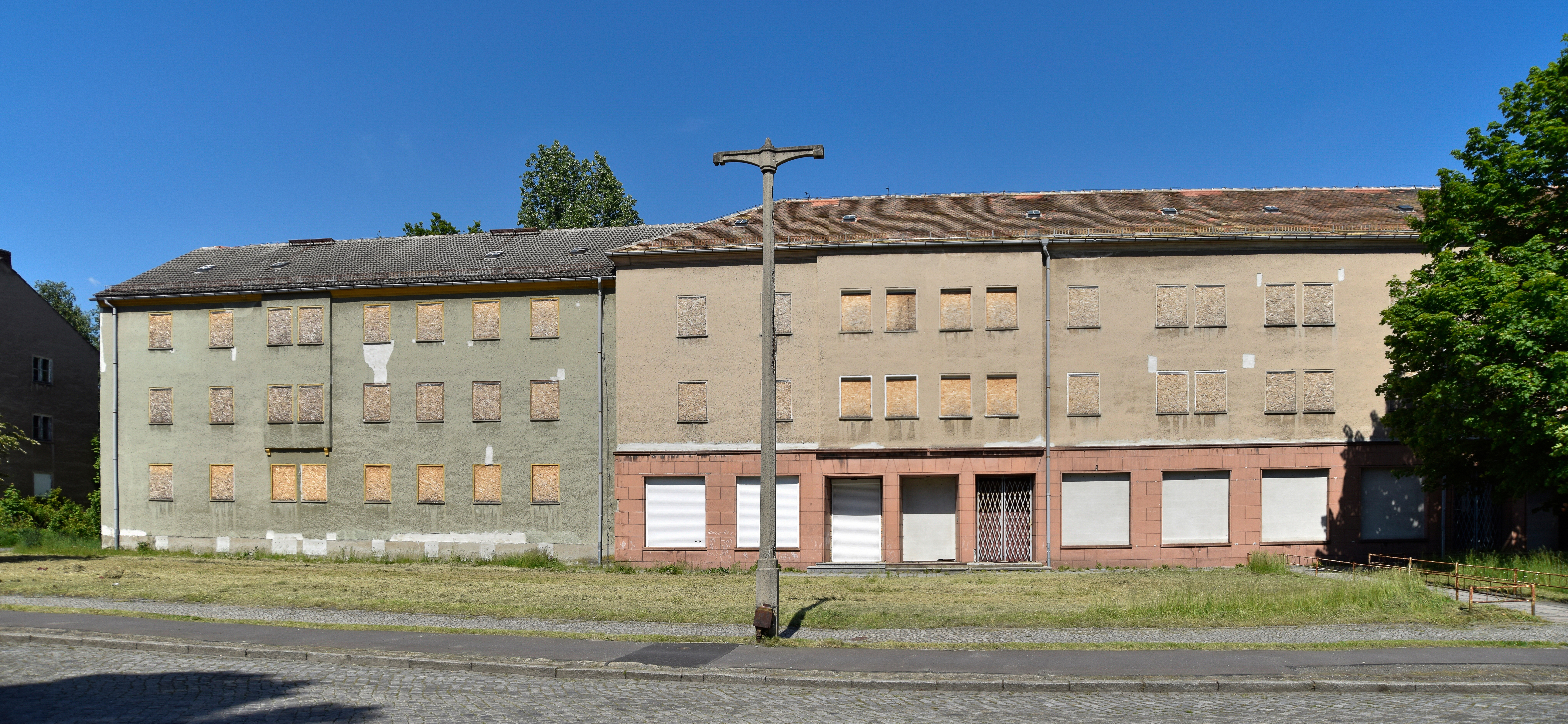
Leerstehende Gebäude in der Grünewalder Straße (2021)

Die Neustadt I, bestehend aus Grünewalder Straße 10a–10b, 11–13, 12–14–16, 15–17–19–21 und 18–20, 22–24–26, 28–30–32–34, 23–25–27, 29–31–33, 36–38 mit Hofraum; Heinrich-Zille-Straße 1, 2–4; Platz der Solidarität 1–3, 2–4 sowie Platzanlage; Straße der Freundschaft 1; Werner-Seelenbinder-Straße 1 ist eine in ihrer Gesamtheit unter Denkmalschutz stehende Wohnsiedlung in Lauchhammer-Mitte (ehemals Bockwitz), einem Stadtteil der Stadt Lauchhammer im südbrandenburgischen Landkreis Oberspreewald-Lausitz.

## Geschichte
Anfang der 1950er Jahre beschloss der Stadtrat der Stadt Lauchhammer, im Stadtteil Mitte eine Wohnsiedlung für die Mitarbeiter der Großkokerei Lauchhammer zu errichten. Mit der Errichtung der Wohnanlage Neustadt I wurde im Jahr 1952, ein Jahr vor der Stadtrechtserteilung an die Stadt Lauchhammer, begonnen. Der Entwurf für das Wohnquartier stammt von dem Hallenser Architekt Max Heide, der erste Bauabschnitt wurde durch den VEB Union Neugersdorf durchgeführt. 1953 wurden die ersten 700 Wohnungen der Siedlung fertiggestellt. Parallel zu dem Wohnviertel entstanden auch Infrastruktureinrichtungen wie Kindergärten, eine Schule und eine Poliklinik. Dies führte zu einem schnellen Anstieg der Wohnbevölkerung.
Bei den Gebäuden handelt es sich überwiegend dreigeschossige Bauten, die in massiver Ziegelbauweise errichtet und später verputzt wurden. Die Gebäude sind mit Satteldächern überzogen. Nach der Wende in der DDR und der Einstellung des Braunkohletagebaus Klettwitz-Nord im Jahr 1992 verließen viele Einwohner die Siedlung, weshalb die Neustadt I mit einem hohen Wohnungsleerstand zu kämpfen hatte. Im September 2001 standen insgesamt 56 % der 1498 Wohnungen in der Neustadt I leer, teilweise sogar ganze Wohnblöcke. Bis zum 31. Dezember 2015 wurden 422 Wohnungen zurückgebaut und der Leerstand somit auf 36 % gesenkt.
Ab 2017 wurde durch Fördermittel mit einer Sanierung der teilweise stark baufälligen Wohnblöcke begonnen. Die Hauser werden von der Lauchhammer Wohnungsbaugesellschaft „Am Lauch“ eG verwaltet.